# Ålder (kalendarisk)
Ålder är den tid en individ levt, uppmätt i kalendarisk tid, företrädesvis månader eller år. Den kronologiska åldern är skild från personens åldrande som har ett samband med åldern men vars takt avgörs av medfödda och förvärvade individuella förutsättningar. Individens ålder mäts i västerlandet från födseln, oavsett om personen är för tidigt född eller inte.
Ålder behöver inte nödvändigtvis mätas från födsel, både kulturella och medicinska skäl har gett upphov till alternativ. I delar av Tibet räknas en människas ålder ifrån befruktning, det vill säga barnet anses normalt vara 9 månader gammalt när det föds – något som även varit tradition i Kina. Ett fosters ålder under graviditet mäts ofta i veckor från kvinnans senaste menstruation, alternativt från befruktningstillfället. Denna ålder används medicinskt även efter födsel för att uppskatta olika riskfaktorer. Eftersom en kvinnas äggceller bildas under fosterstadiet kan äggcellens ålder vid befruktning vara ett sätt att mäta ålder, som ett mått på en blivande individs äldsta ursprungscell. Tiden sedan en människas ursprungliga äggcell bildades minus ålder sedan födsel ger ett mått på hur gammal modern var vid förlossningen. 
Åldrande brukar mätas kronologiskt, i hela år sett utifrån individens födelsedatum, men någon exakt definition av begreppet finns inte. För barn används ibland även månader eller veckor för att ytterligare precisera tid sedan födsel.